# Delphine Lecompte
Delphine Lecompte (Gent, 22 januari 1978) is een Vlaams dichteres. Ze was onder meer stadsdichter van Damme en museumdichter in Brugge.

## Biografie
Lecompte studeerde enige tijd voor tolk Frans-Russisch maar moest de opleiding afbreken door een opname in een psychiatrisch ziekenhuis. Hierna ging ze enige tijd werken in de bejaardenverzorging.
In 2004 publiceerde zij haar debuut, een Engelstalige roman die in Amerika werd uitgegeven, Kittens in the Boiler. In 2008 debuteerde ze als dichter met het gedicht De dieren in mij in het literaire blad De Brakke Hond. In 2009 kwam haar eerste dichtbundel uit onder dezelfde titel. In 2010 won Lecompte hiermee de C. Buddingh'-prijs voor haar poëziedebuut De dieren in mij. Ook won ze met deze bundel een jaar later de Provinciale prijs voor letterkunde van de Provincie West-Vlaanderen. De dichtbundel Blinde Gedichten werd in 2013 genomineerd voor de Herman de Coninckprijs. Haar dichtbundel Dichter, bokser, koningsdochter, gepubliceerd in 2015, werd genomineerd voor de VSB Poëzieprijs van 2017. 
In 2020 ging ze samenwerken met Tom America en verscheen als resultante het muzikale project de cd Wonden en brutaliteit. Ze noemt zich Beschermvrouwe van de Verschoppelingen. Behalve in boekvorm verschenen haar gedichten ook in diverse literaire tijdschriften als de Poëziekrant, Tirade en nY. Sinds juni 2020 schrijft ze geregeld columns voor Humo.
In 2011 werd ze aangesteld als de stadsdichter van Damme, maar ze nam na een aantal maanden ontslag. In 2021 werd Lecompte museumdichter van Brugge. De stad distantieerde zich wel van haar controversiële lezersbrief in Humo waarin zij pleitte tegen de demonisering van pedofielen.
In 2023 werd Delphine Lecompte laureaat van de Louis Paul Boonprijs.

## Galerij

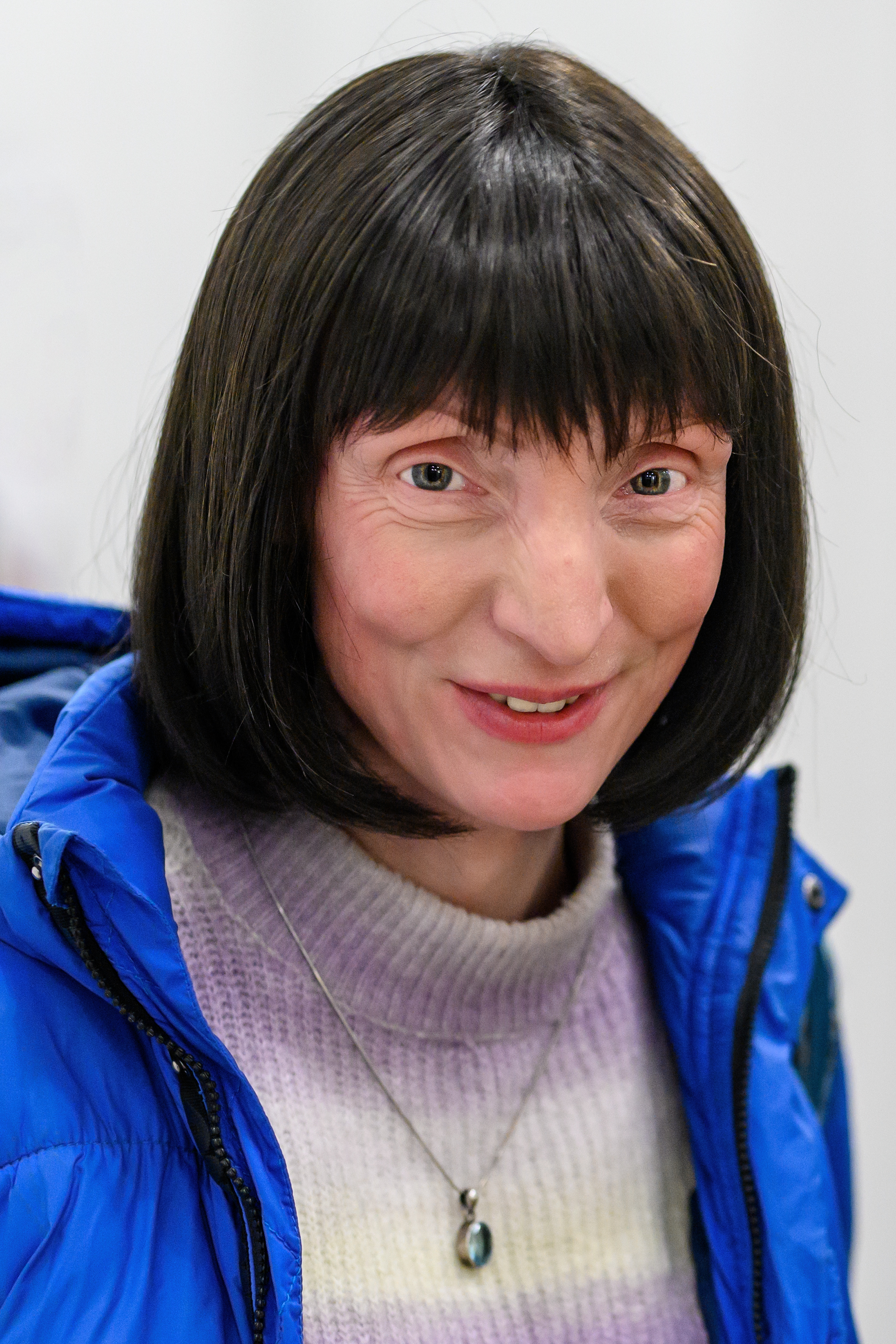
Delphine Lecompte in 2023
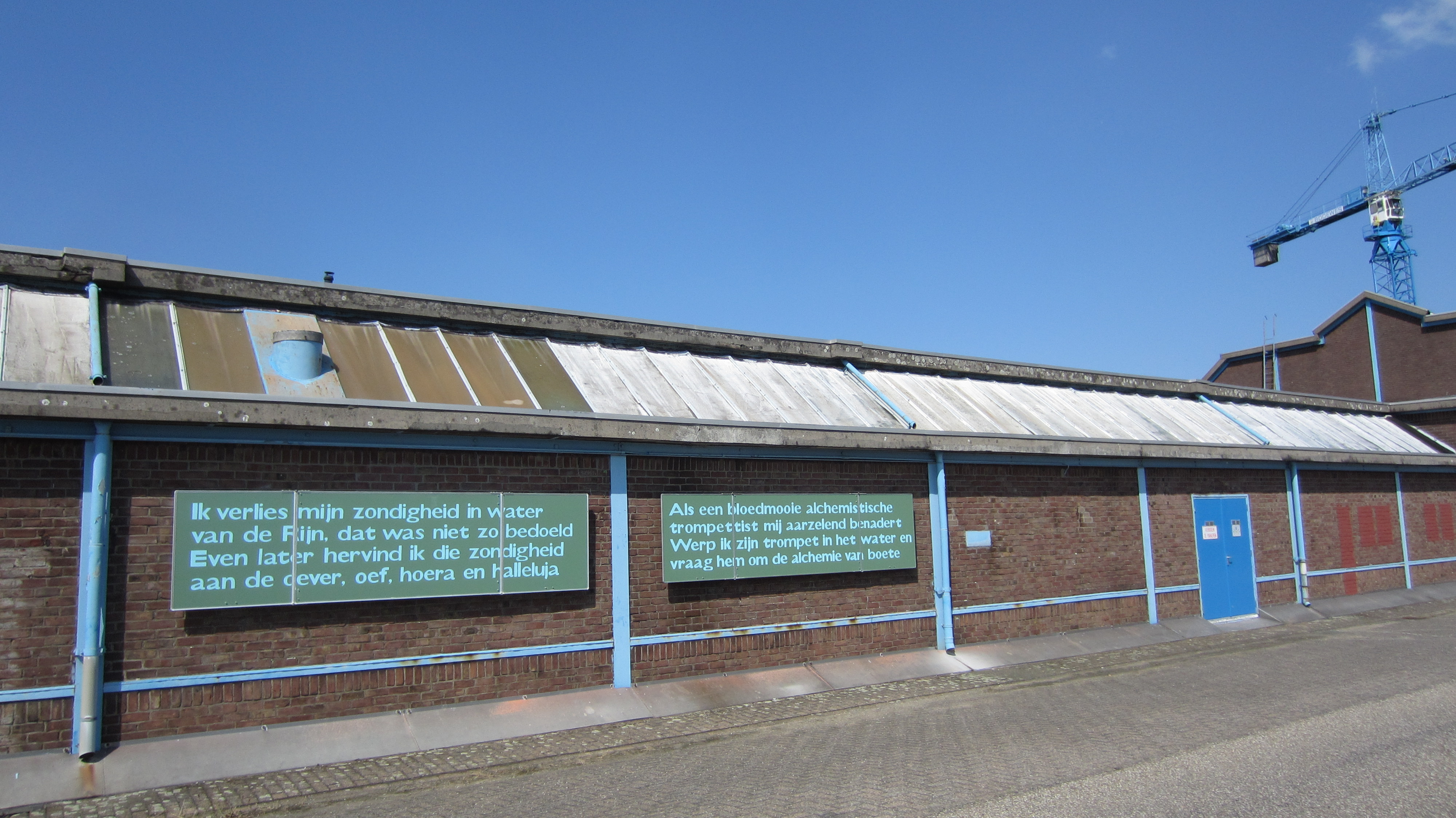
Gedicht in Millingen (2014)

##### Vertaald
- Trois poètes flamands. Johan De Boose, Delphine Lecompte, Jan H. Mysjkin, le Murmure, Neuilly-lès-Dijon, [2015] (voorwoord: Jan H. Mysjkin; vertaling: Mysjkin en Pierre Gallissaires)

## Trivia
Delphine Lecompte is een van de kleindochters van dr. Le Compte en woont in Brugge.
In 2020 deed ze mee aan De Slimste Mens ter Wereld, waar ze na zes opeenvolgende deelnames afviel, maar derde werd in de seizoensfinale van datzelfde jaar. In het najaar van 2022 nam ze deel aan De Allerslimste Mens ter Wereld waar ze na 4 opeenvolgende deelnames afviel. Ze keerde terug in de finaleweken, maar viel in de halve finale af en strandde zo op de vierde plaats.
- Bibliothèque nationale de France: cb16723863f (data)
- Digitale Bibliotheek voor de Nederlandse Letteren: leco004
- Gemeinsame Normdatei: 141820357
- International Standard Name Identifier: 0000 0001 3660 8091
- Library of Congress Control Number: no2011182436
- MusicBrainz: 782c61a9-d9bd-492c-84c0-ae1e974d42b8
- Nederlandse Thesaurus van Auteursnamen: 326461914
- Système universitaire de documentation: 191556696
- Virtual International Authority File: 193707023
- WorldCat: E39PBJdrKFk6TbKB3PfMqv3xXd